# 謝赫易卜拉欣-易卜拉欣清真寺
10°30′6″N 66°53′43″W / 10.50167°N 66.89528°W

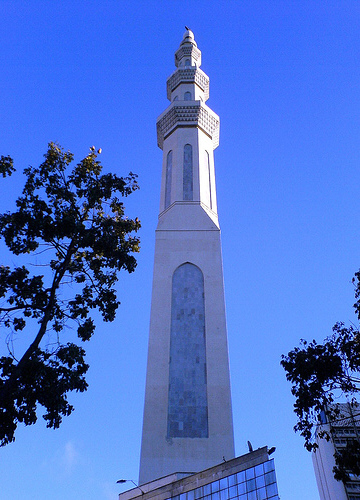
宣禮塔

謝赫易卜拉欣-易卜拉欣清真寺（西班牙語：Mezquita Ibrahim Ibin Abdul Aziz Al-Ibrahim、阿拉伯语：‎）是委內瑞拉首都加拉加斯的一座清真寺，位于解放者大道旁，由沙烏地阿拉伯一個基金會出資興建。1989年動工興建，1993年完工。
清真寺的圓頂高23公尺，宣禮塔高113公尺。可容納3,500人聚禮。是拉丁美洲最大的清真寺。